# Crespeou
Le crespeou est un gâteau d'omelettes d'herbes et de légumes, empilés par couches superposées, que l'on mange froid, accompagné ou non d'un coulis de tomate. Cette recette, qui semble être native d'Avignon et du Haut-Vaucluse (Piolenc, Orange), est devenue populaire dans tout le Comtat Venaissin, la région Provence, le Languedoc, et le pays de Nice.

## Origine
Son nom vient de l’occitan crespèu, signifiant « crêpe » et désignant, comme la fougasse, des spécialités différentes selon les régions d'Occitanie où ce mot est présent. Ce mets est aussi connu sous le nom de trouchia ou d'omelette à la moissonneuse. Ce dernier nom indique son origine puisqu'il était traditionnellement préparé pour les travaux des champs et spécifiquement pour les moissons.

## Des goûts et des couleurs

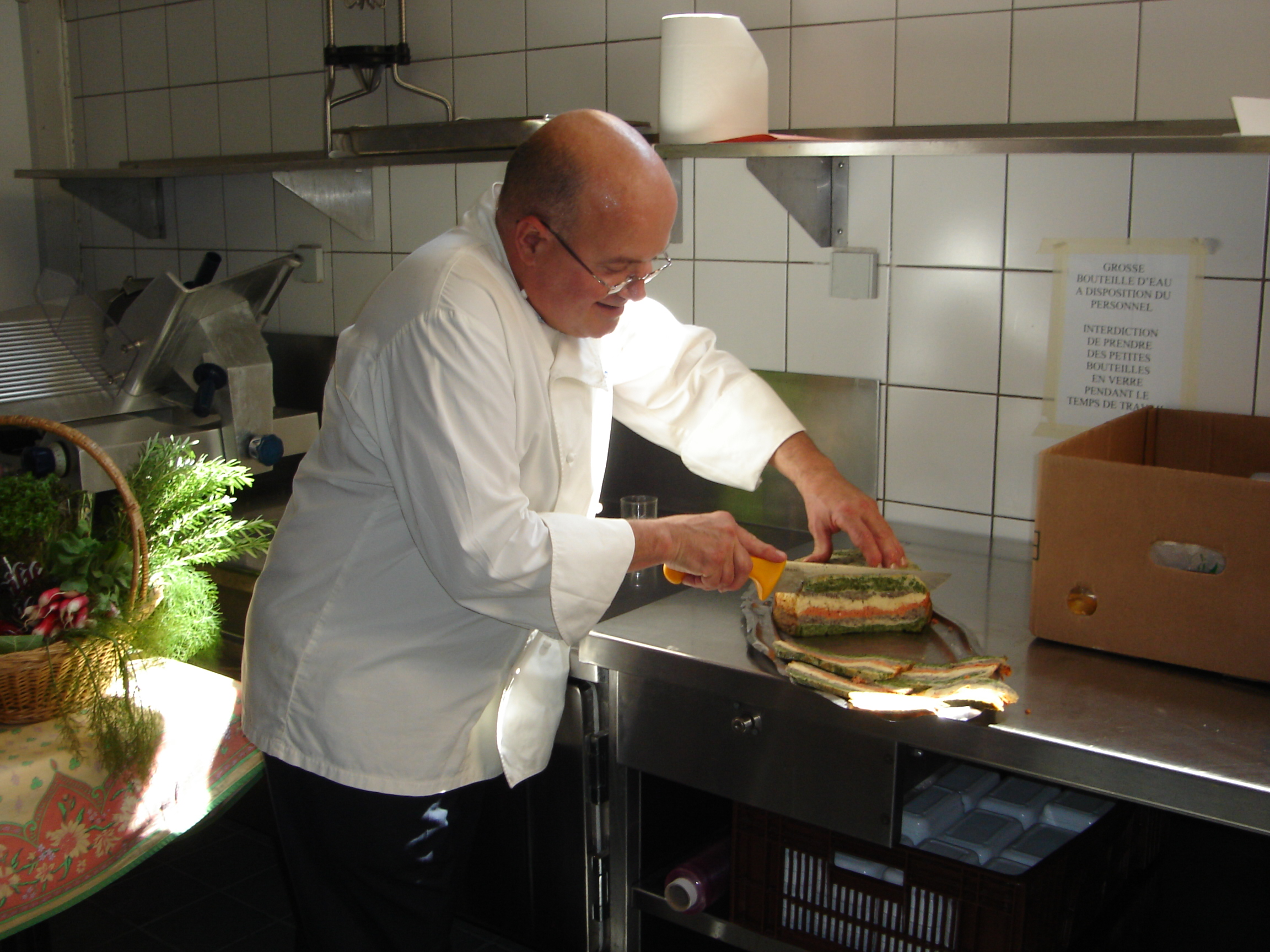
Découpe d'un crespeou dans un restaurant d'Avignon

Ce mets peut être cuit au four ou par retournement. Il comporte un minimum de trois ou quatre couches de différentes couleurs. Le rouge est donné par la tomate, l'orange par la carotte, le vert par les feuilles d'épinard ou de blette, le noir par l'olive. Le poivron, en ses différentes couleurs, permet de jouer sur le rouge, le vert ou le jaune. Certaines préparations utilisent des saucisses coupées en rondelles, et même du poisson, qui donne une couche beige. En pays niçois, il y a toujours une omelette à base de côtes de blette et le crespeou est dit alors « à la bléa ». Sont aussi utilisés comme autres légumes ou condiments, la courgette, l'aubergine, l'oignon et le basilic,.

Différents crespeou
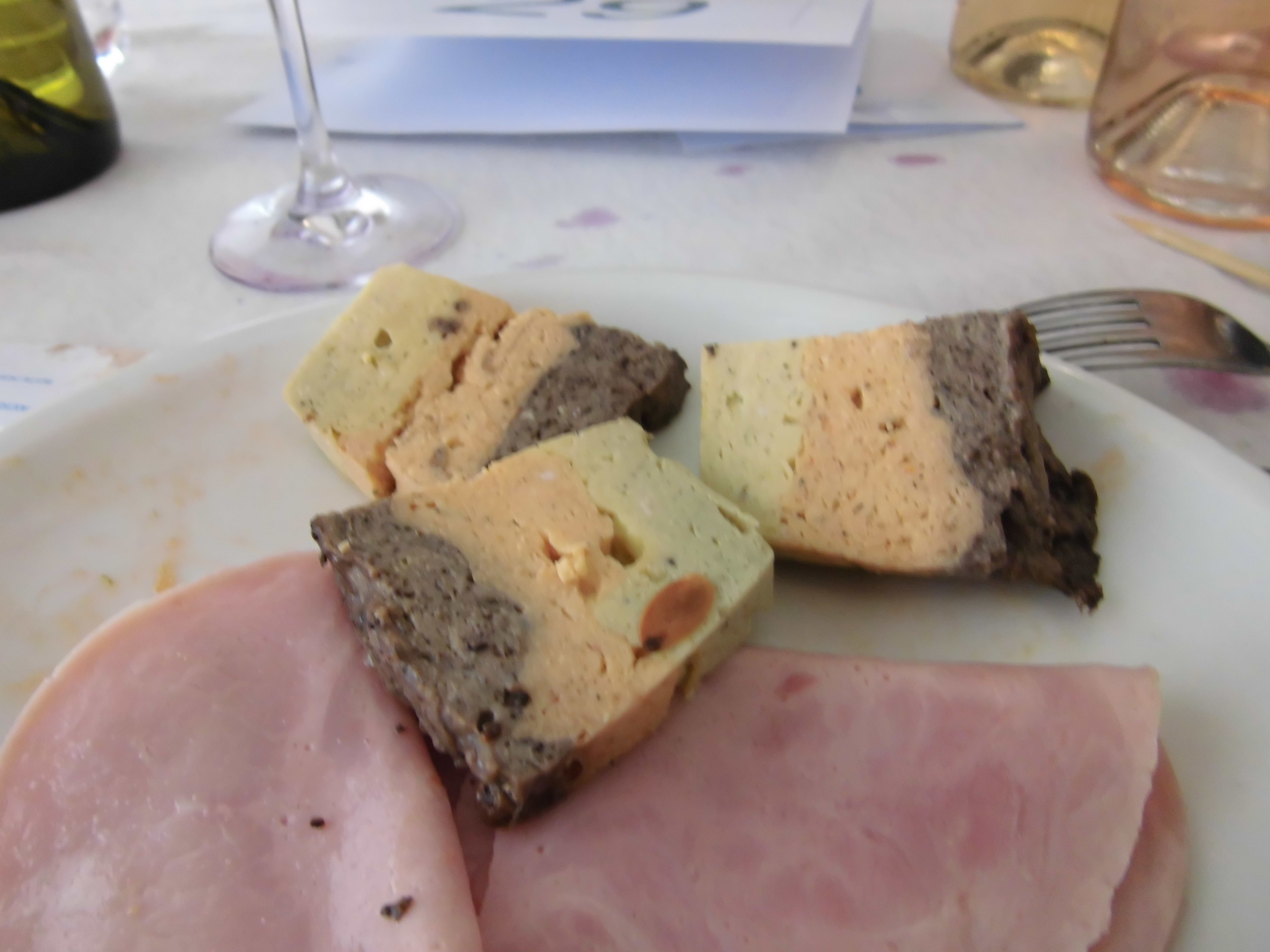
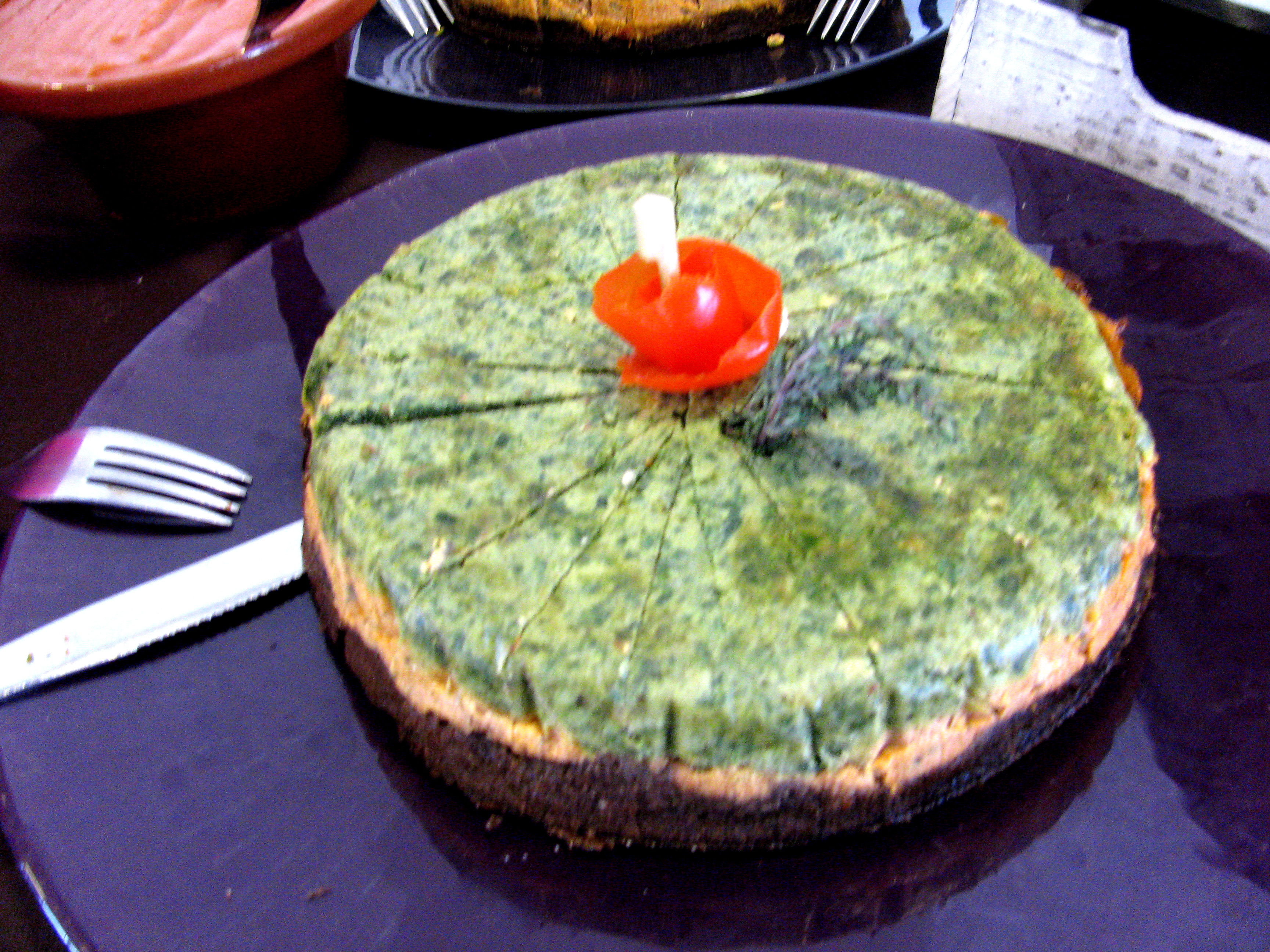
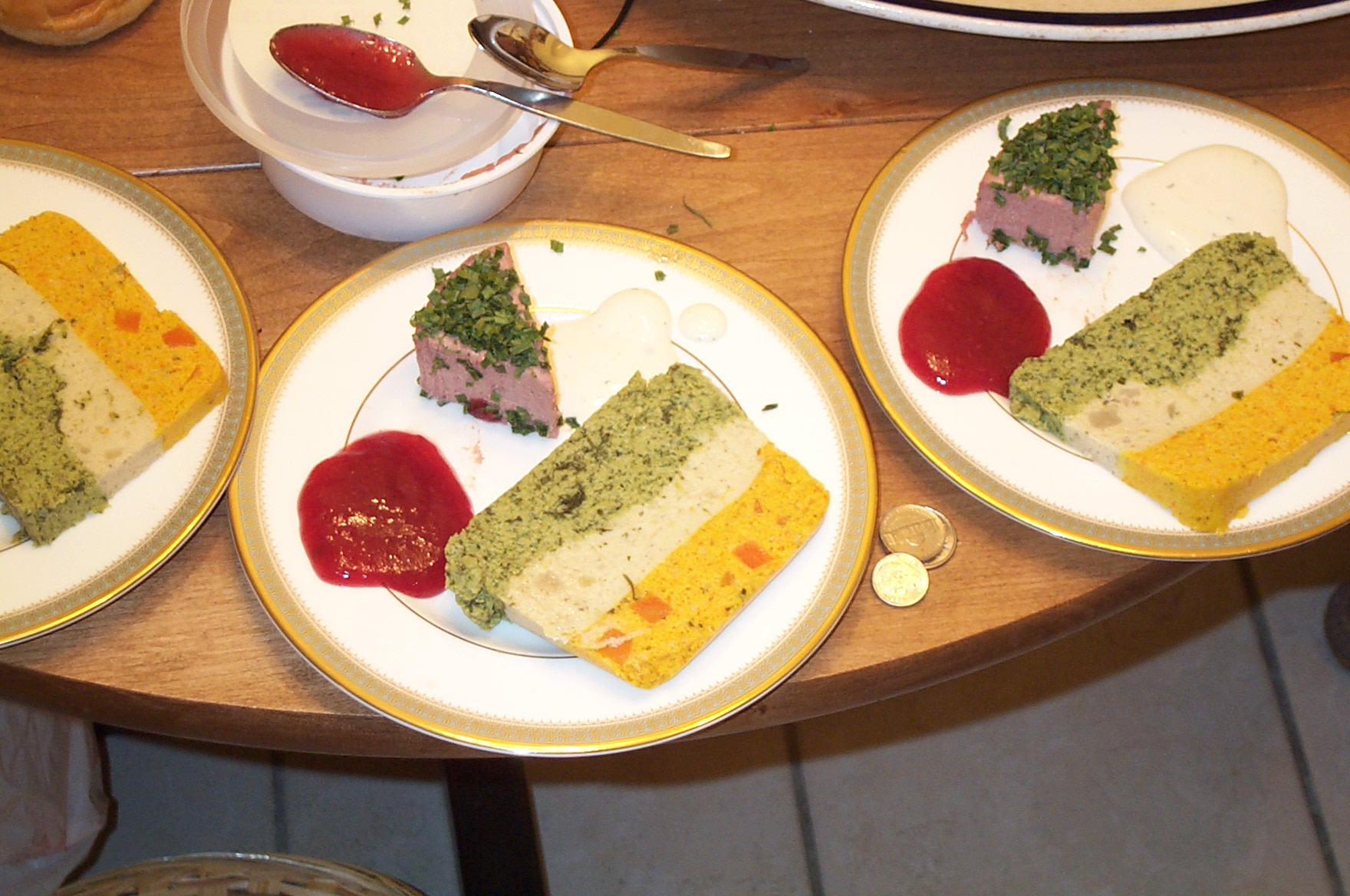
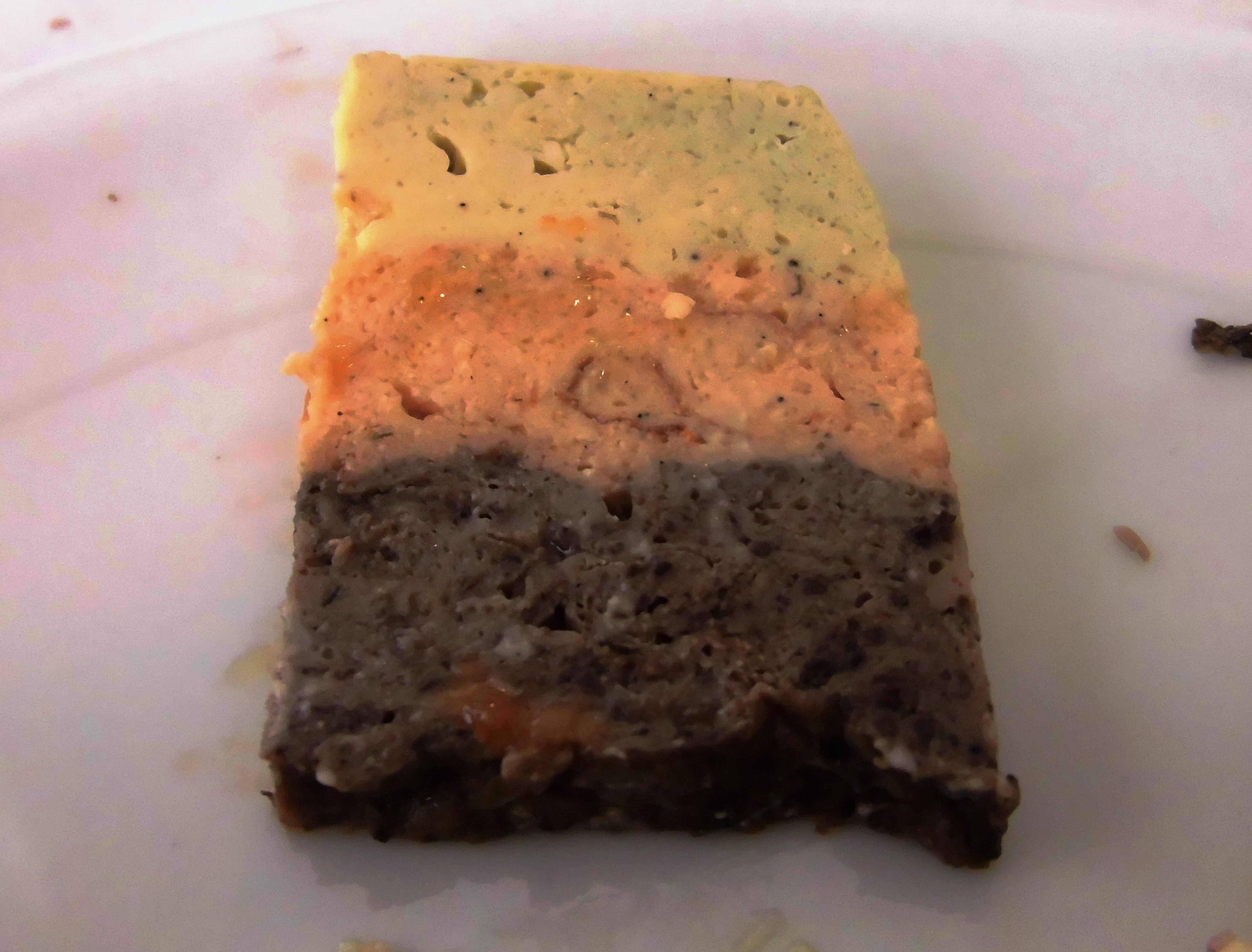

## Accord mets/vin
Traditionnellement, les omelettes n'ont pas à être accompagnées d'un vin. Celles-ci, pourtant, compte tenu de leurs saveurs extrêmement relevées, peuvent accepter un vin rosé, qui peut aller d'un côtes-du-roussillon (AOC) à un coteaux-d'aix-en-provence (AOC).